# Allée couverte du Hino
L'allée couverte du Hino, appelée aussi allée couverte de Saint-Maur, est une allée couverte située à Ploërmel dans le département français du Morbihan.

## Description
L'allée couverte a été édifiée à mi-pente d'un coteau culminant à 85 m d'altitude plus au nord. Elle mesure 11 m de long pour une largeur moyenne de 1 m mais elle a peut-être été endommagée dans sa partie orientale (deux dalles de couverture sont manquantes) lors de la construction de la route voisine. L'allée couverte est orientée est/ouest, elle devait ouvrir à l'est. Elle comporte encore dix-neuf orthostates (dix côté nord, huit côté sud, 1 dalle de chevet) et trois tables de couverture côté occidental. Quelques  blocs gisent près de l'allée et correspondent probablement à des fragments d'anciennes dalles de couverture. Toutes les pierres du monument sont en poudingue de Gourin dont des filons sont visibles à proximité mais compte tenu du volume des blocs très grossiers (certaines pierres sont plus épaisses que longues) leur transport représente un travail considérable.